# Ellen Gandy
Ellen Gandy (Reino Unido, 15 de agosto de 1991) es una nadadora británica especializada en pruebas de estilo mariposa larga distancia, donde consiguió ser subcampeona mundial en 2011 en los 200 metros.

## Carrera deportiva
En el Campeonato Mundial de Natación de 2011 celebrado en Shanghái ganó la medalla de plata en los 200 metros estilo mariposa, con un tiempo de 2:05.59 segundos, tras la china Jiao Liuyang  (oro con 2:05.55 segundos) y por delante de la nadadora también china Liu Zige.